# Rackay
Rackay war ein Gold- und Silbergewicht in Natal auf Sumatra. Dieser Inselteil war unter niederländischer Verwaltung.
- 1 Rackay = 0,0985469 Gramm

Die Maßkette war
- 1 Tähl/Tael/Thel = 16 Ammas = 384 Rackays = 37,842 Gramm